# Abarema alexandri
Espèce
Abarema alexandri est une espèce de plantes à fleurs de la famille des Fabaceae. C'est un arbre endémique de la Jamaïque.

## Description
C'est un arbre.

## Répartition
Il est trouvé en Jamaïque.

## Liste des variétés
Selon The Plant List (27 décembre 2013) :
- variété Abarema alexandri var. alexandri (Urb.) Barneby & J.W.Grimes
- variété Abarema alexandri var. troyana (Urb.) Barneby & J.W.Grimes

Selon Tropicos (27 décembre 2013) (Attention liste brute contenant possiblement des synonymes) :
- variété Abarema alexandri var. alexandri
- variété Abarema alexandri var. troyana (Urb.) Barneby & J.W. Grimes